# Colonial Athletic Association

La mappa degli stati in cui sono presenti le squadre del CAA

La Coastal Athletic Association (CAA), conosciuta prima del 20 luglio 2023 come Colonial Athletic Association, è una conferenza atletica collegiale affiliata alla Division I della NCAA i cui membri si trovano negli stati della costa orientale dal Massachusetts alla Carolina del Sud. La maggior parte dei suoi membri sono università pubbliche e la conference ha sede a Richmond. La CAA è stata storicamente una conferenza del sud fino all'aggiunta di quattro scuole nel nord-est dopo l'inizio del XXI secolo, il che ha aggiunto equilibrio alla conference.
La CAA è stata fondata nel 1979 come ECAC South Basketball League. È stata ribattezzata Colonial Athletic Association nel 1985 quando ha aggiunto campionati in altri sport (sebbene un certo numero di membri mantenga l'affiliazione ECAC in alcuni sport). Dal 2006 organizza campionati di 23 sport maschili e femminili.
La lega di football americano della CAA, che opera sotto l'amministrazione della CAA come entità separata della CAA Football, è stata fondata nel 2007 quando ha assorbito la lega di football americano della Atlantic 10 Conference.

## Squadre
- Campbell Fighting Camels
- Charleston Cougars
- Delaware Fightin' Blue Hens – in partenza nel luglio 2025 per Conference USA
- Drexel Dragons
- Elon Phoenix
- Hampton Pirates
- Hofstra Pride
- Monmouth Hawks
- North Carolina A&T Aggies
- Northeastern Huskies
- Stony Brook Seawolves
- Towson Tigers
- UNC Wilmington Seahawks
- William & Mary Tribe

### Squadre di football americano
- Albany Great Danes
- Bryant Bulldogs
- Campbell Fighting Camels
- Delaware Fightin' Blue Hens – in partenza nel luglio 2025 per Conference USA
- Elon Phoenix
- Hampton Pirates
- Maine Black Bears
- Monmouth Hawks
- New Hampshire Wildcats
- North Carolina A&T Aggies
- Rhode Island Rams
- Richmond Spiders – in partenza nel luglio 2025 per l'iscrizione solo al football americano alla Patriot League
- Stony Brook Seawolves
- Towson Tigers
- Villanova Wildcats
- William & Mary Tribe